# Kobser Mühle
Kobser Mühle ist ein Wohnplatz der Stadt Ziesar im Landkreis Potsdam-Mittelmark in Brandenburg.

## Geographie
Der Ort liegt einen Kilometer nördlich von Ziesar. Die Nachbarorte sind Zitz im Nordosten, Bücknitz im Osten, Herrenmühle im Südosten, Ziesar im Süden, Paplitz im Westen sowie Königsrode und Karow im Nordwesten.